# Gianna Boschi
Gianna Boschi (Faenza, 14 febbraio 1913 – Faenza, 9 dicembre 1986) è stata una pittrice italiana.

## Biografia
Gianna Boschi compie la sua formazione presso la Scuola di Disegno "T.Minardi" di Faenza come allieva di Roberto Sella.
Nel 1940 consegue il diploma di maturità artistica presso l'Istituto d'Arte "A. Venturi" di Modena, tra il 1940 e il 1942 frequenta il corso di decorazione presso l'Accademia di Belle Arti di Bologna come allieva di Giovanni Romagnoli.
Dal 1945 è insegnante di disegno presso diverse scuole medie di Faenza e dintorni, poi dal 1958 presso l'Istituto d'Arte per la Ceramica di Faenza dove dal 1967 al 1985 è titolare della cattedra di Disegno dal vero, materia sempre più trascurata, non solo dagli allievi, man mano che si andavano affermando anche localmente, e in modo spesso provinciale. I suoi interessi i artistici muovono da un ambiente ancora nutrito do ricordi post-impressionisti che esaltano nella pittura(nature morte, fiori, paesaggi) preziosi cromatismi e un segno elegante, i cui lontani antecedenti sono le maniere di Romagnoli, Guidi, Morandi, mentre via via nei dipinti di figura si fa strada una tendenza al simbolismo. Dagli anni '50 predilige i ritratti di fanciulle adolescenti ,suggestionata dalla pittura quattrocentesca fiorentina, evidenziando la struttura plastica dell'immagine oppure cercando di sfaldarla in un'alternanza non equivoca di solennità classiche o riduzioni simboliche; poi dagli anni '60 nelle figure si fa più evidente il richiamo a Picasso, a Matisse ed a un classicismo idealizzato che approda all'immagine mitologica con forte prevalenza del disegno sul colore. Inoltre indagherà su alcuni argomenti come il mito, la cultura classica e neoclassica lasciando segni indelebili nel nuovo periodo della sua pittura a partire dai primi anni Settanta, e nell'impegno come presidente della locale sezione di Italia Nostra (di cui era stata membro fondatore nel 1963) in nome della salvaguardia di architetture, opere e valori ormai trascurati se non disconosciuti. In questo periodo si avvicina alla ceramica traducendo il suo segno, sempre più sintetico, in vasi e coppe, partecipando a varie edizioni del Concorso della Ceramica di Faenza e vincendo concorsi (pannello collocato nel 1970 nel Dipartimento di Scienze Farmaceutiche dell’Università di Bologna). La ricerca pittorica degli anni '70 riflette espliciti richiami sia classicisti che espressionisti, mentre nella ceramica è evidente la consonanza con Biancini: via via nell'ultimo periodo le forme plastiche finiranno per assumere grande vitalità sia nella ceramica che nella pittura della serie del mito aggiornata alla sensibilità post-moderna.
Alla  “morte dell’arte” Gianna Boschi ha dato una risposta : “mantenere il contatto con la realtà delle sensazioni esistenziali”  sapendo adeguare, con coerenza e rigore, l’utilizzo delle tecniche artistiche più comuni finalizzate alla grazia, bellezza e nobile semplicità. Gianna Boschi ha ispirato la generazione degli artisti faentini attivi fin dai primi anni Ottanta sotto il segno del “primato dell’artista” e del “lavoro felice” ( Aldo Rontini , Nedo Merendi, Giampaolo Bertozzi e Stefano Dal Monte Casoni).

## Opere
- Idolo, Faenza, Museo Internazionale delle Ceramiche[1];
- Fanciulla in blu con fiori azzurri sulla spalla, Faenza, Pinacoteca comunale[2].